# Immensa Aeterni Dei

Wappen Sixtus’ V.

Mit der Apostolischen Konstitution Immensa Aeterni Dei („Des ewigen Gottes unermessliche [Weisheit]“) vom 22. Januar 1588 setzte Papst Sixtus V., ein Vierteljahrhundert nach dem Konzil von Trient (1545–1563), neue Kongregationen ein und führte eine Umgliederung der vorhandenen Kongregationen der Römischen Kurie durch.
Die fünfzehn durch Immensa Aeterni Dei errichteten Kongregationen waren:
1. Congregatio pro sancta Inquisitione (Kongregation für die Heilige Inquisition, heute Dikasterium für die Glaubenslehre)
2. Congregatio pro Signatura Gratiae (Kongregation für die Signatura Gratiae)
3. Congregatio pro erectione ecclesiarum et provisionibus consistorialibus (Konsistorialkongregation, heute Dikasterium für die Bischöfe)
4. Congregatio pro ubertate annonae Status Ecclesiastici (Kongregation für die Getreideversorgung des Kirchenstaates)
5. Congregatio pro sacris ritibus et caeremoniis (Heilige Ritenkongregation, heute Dikasterium für den Gottesdienst und die Sakramentenordnung, Dikasterium für die Selig- und Heiligsprechungsprozesse und Amt für die liturgischen Feiern des Papstes)
6. Congregatio pro classe paranda et servanda ad Status Ecclesiastici defensionem (Kongregation für die Päpstliche Marine)
7. Congregatio pro Indice librorum prohibitorum (Kongregation für den Index librorum prohibitorum)
8. Congregatio pro executione et interpretatione concilii Tridentini (Konzilskongregation, heute Dikasterium für den Klerus)
9. Congregatio pro Status Ecclesiastici gravaminibus sublevandis (Kongregation zur Linderung der Lasten des Kirchenstaates)
10. Congregatio pro Universitate Studii Romani (Studienkongregation, heute Dikasterium für die Kultur und die Bildung)
11. Congregatio pro consultationibus regularium (Religiosenkongregation, heute Dikasterium für die Institute geweihten Lebens und für die Gesellschaften apostolischen Lebens)
12. Congregatio pro consultationibus episcoporum et aliorum praelatorum (Bischofskongregation, 1608 mit der Religiosenkongregation vereinigt)[2]
13. Congregatio pro viis, pontibus et aquis curandis (Kongregation für die Wege, Brücken und Aquädukte)
14. Congregatio pro typographia Vaticana (Kongregation für die Vatikanische Druckerei)
15. Congregatio pro consultationibus negociorum Status Ecclesiastici (Kongregation für die Consulta)